# Chelyosoma yezoense
Chelyosoma yezoense is een zakpijpensoort uit de familie van de Corellidae. De wetenschappelijke naam van de soort is voor het eerst geldig gepubliceerd in 1928 door Oka.